# Peter Behrens (Chemiker)
Peter Behrens (* 29. Juni 1957 in Hamburg; † 13. Januar 2023 in der Wedemark) war ein deutscher Chemiker und Professor am Institut für Anorganische Chemie an der Gottfried Wilhelm Leibniz Universität Hannover.

## Wissenschaftliches Wirken
Behrens wurde 1988 an der Universität Hamburg promoviert (Röntgenographische und röntgenabsorptionsspektroskopische Untersuchungen sowie zusammenfassende Betrachtungen zur Struktur von Metallchlorid-Graphit-Einlagerungsverbindungen). Er habilitierte sich in Konstanz und war an der University of California, Santa Barbara bei Galen Stucky. Im November 1994 wurde er Professor für Anorganische Chemie an der LMU in München und wechselte im April 1998 an die Universität Hannover.
Er befasste sich unter anderem mit (nano-)porösen Materialien und Biomaterialien, der Herstellung von Materialien für Nanostrukturen mit Hilfe von laserinduzierter Mehrphotonen-Polymerisation und der Funktionalisierung von Festkörperoberflächen mit Anwendungen bei Implantaten in der Medizin. Außerdem synthetisierte er metallorganische Gerüstverbindungen (MOF) und untersuchte ihre Anwendung als RI-modulierbare optische Materialien oder Nanosensoren.
Er war von 1998 bis 2005 Präsident der 1993 gegründeten deutschen Fachgruppe Zeolithe sowie seit 2003 ordentliches Mitglied der Braunschweigischen Wissenschaftlichen Gesellschaft.

## Schriften
- Peter Behrens, Edmund Bäuerlein, Matthias Epple (Hrsg.): Handbook of biomineralization. Biomimetic and bioinspired chemistry, Wiley-VCH, Weinheim 2007, ISBN 978-3-527-31641-0